# クルミロスポンギア
クルミロスポンギア (Crumillospongia) は、カンブリア紀に生息していた海綿動物の一種。澄江動物群の一つである。
表面にたくさんの微小な穴がある。全長は1.0cmほど。